# Субареи
Субаре́и — гипотетическое древнейшее население Северной и, возможно, Южной Месопотамии; в ранних ассириологических работах этим термином обозначали хурритов. Языковая и этническая принадлежность остаётся предметом дискуссий. Согласно одной из точек зрения (представленной, например, в трудах Б. Грозного, И. М. Дьяконова и др.), предками субареев являлись носители халафской археологической культуры. Язык (или языки) часто связывают с так называемым протоевфратским лингвистическим пластом в шумерской лексике. Возможно, что уже во второй половине 3-го тысячелетия до н. э. субареи были ассимилированы хурритами, на которых и перешло обозначение «люди страны Субарту».
Появление этнонима «субареи» в научной литературе связано с поиском названия для древнего хурритского населения Северной Месопотамии. Исходя из сведений древневосточных письменных источников, для обозначения хурритов в ранних исследованиях использовались три термина: «субареи» (то есть жители «страны Субарту», наиболее древний термин), собственно «хурриты» (впервые зафиксирован в документах Амарнского архива, XIV век до н. э.) и «митаннийцы» (по названию крупнейшего хурритского государства Митанни); со временем утвердился второй вариант. 
В 1944 году вышла работа И. Дж. Гельба, в которой он указывал на необходимость различать хурритов и субареев как две совершенно разные, не связанные друг с другом этнические общности. Привлекая новый для того времени материал, И. Гельб обосновывал тезис о том, что появление хурритов в Месопотамии было относительно поздним явлением. Субареи же, по мнению И. Гельба, с древнейших времён обитали не только в предгорных областях Северной Месопотамии, но также и на юге — на территории Вавилонии, где они мирно сосуществовали с шумерами и аккадцами.